# Rabah Driassa
Rabah Driassa (en arabe : رابح درياسة) est un artiste peintre et auteur-compositeur-interprète algérien né le 19 août 1934 à Blida et mort le 8 octobre 2021 dans la même ville. 
Outre ses propres compositions, il chante aussi de la musique populaire et du bedoui sahraoui algériens. Il est connu depuis les années 1960 jusqu'aux 1980 avec de nombreuses chansons du terroir qui restent des chefs-d'œuvre dans le domaine, telles que Yahya wlad bladi, Hizia, Mabrouk 3lina, El Goumri, El Aouama et tant d'autres qui ont marqué la musique algérienne et maghrébine de cette époque.

## Biographie
Rabah Driassa, né à Blida, perd sa mère à l'âge de 12 ans, puis son père trois ans plus tard, il doit assumer la prise en charge de ses cinq frères. Pour subvenir à leurs besoins il exerce le métier de graveur sur verre s'adonnant à sa passion, la peinture. Il réussit à exposer ses œuvres en 1952 tant en Algérie qu’en France.
Son art premier est la peinture et en particulier la miniature qu'il apprend tout seul en s'inspirant de Mohamed Racim. Il expose ses œuvres à Blida et à Alger où il obtient le prix Jules Ferry, au Salon des artistes Algériens et Orientalistes de Paris et de Metz à l'occasion du jumelage entre Blida et Metz.
Il s'intéresse à la chanson en 1953 et commence par écrire des chansons pour la plupart des vedettes de l'époque, puis il tente de chanter lui-même ses paroles, dans la fameuse émission radio écrite et présentée par M. E. Hachelaf intitulée « Men Koulfen Chouia », et dans tous les galas qu’organise la radiodiffusion d’Alger à la salle Ibn Khaldoun. Il connaît un grand succès qui lui vaut le titre de « rossignol de l’Algérie ». Il est remarqué par des maîtres célèbres de la chanson, tels que Mustapha Skandrani, Abderrahmane Aziz, Mustapha Kechkoul, etc. qui l'ont aidé dans cette voie.
Le succès est immédiat. Il crée ainsi un genre nouveau en mêlant des genres aussi différents que le Alaoui et le Sahraoui, dès lors, son succès ne cesse de grandir auprès d'un public surpris par la nouveauté des rythmes et surtout pour les textes touchant aux problèmes sociaux. Il enregistre plusieurs 45 tours, qui ont un grand succès commercial, auprès de grandes maisons de disques telles que Pathé ou Philips.
Dès l'indépendance de l'Algérie, il introduit dans son style un amalgame de thèmes patriotiques et de charme. Il participe à différentes tournées à la demande de la communauté algérienne en Europe, pour fêter avec lui la joie de l'indépendance de l'Algérie nouvelle, qui le reconnaît comme l'un des ambassadeurs de la chanson algérienne. Il participe à toutes les semaines culturelles de l'Algérie organisées dans les pays amis : Irak, Égypte, Syrie, Koweït, Arabie Saoudite, Émirats arabes unis, Liban, ainsi que les pays voisins le Maroc, Libye et la Tunisie. Il est sollicité pour animer un récital au Festival International de Carthage, où sa chanson Nedjma Kotbia reçoit un grand succès. Pourvu de grandes qualités morales, poétiques et professionnelles, aimé pour sa gentillesse, il est reconnu comme l'un des meilleurs auteurs-compositeurs de l'Algérie nouvelle[réf. nécessaire].
Ses chansons à succès ne se comptent plus, à tel point que le directeur de l'Olympia fait appel à lui, en 1975, pour ouvrir une série de galas consacrés aux vedettes du monde arabe pour la première fois. Dans son récital, il présente une série de chansons nouvelles toutes marquées au coin « Du Bon Faiseur » qu'il est devenu et toutes appelées à rencontrer le meilleur accueil auprès du public.
En avril 2003, le directeur de l'édition Atlas, Blouziane R, a le privilège d'enrichir son catalogue par les chansons de cet artiste. Dans ce nouveau disque compact se trouvent ses plus grands nouveaux succès Ya Abdelkader, une chanson sur l’émir Abdelkader, Hizb Ethouar, Quesset Sidna Youcef, et en hommage au grand poète Sidi Lakhdar Ben Khlouf, Quasidet ya Ras Bnadem  que l'artiste a enrichi par ses propres paroles et arrangements musicaux. Les chansons présentées dans ce disque compact, les unes et les autres, ont donné un panorama de ses créations de compositeur et de poète.

### Famille
Dans les années 1990, son fils Abdou s'est lancé dans le monde de la chanson avec principalement des reprises des chansons de son père. Souvent, ils ont chanté en duo.

### Polémique
Rabah Driassa est l'auteur de la chanson « Mabrouk Alina », sorti à l’occasion de la participation de l’équipe d’Algérie de football au Mondial mexicain en 1986 et qui a longtemps accompagné les victoires sportives des Algériens. La chanson est enregistrée auprès de la Société des auteurs, compositeurs et éditeurs de musique (SACEM) sous le code IPI : 8652392 au nom de son auteur et compositeur Rabah Driassa.
Cette chanson avait déjà été reprise par le rappeur marocain Ismo en 2018, et prétend qu'elle fait partie du patrimoine marocain.
Mais en 2022, lorsque cette chanson a été de nouveau reprise par des supporteurs marocains, une animatrice de la chaîne de télévision marocaine 2M a alors présenté la chanson comme s'il s'agissait de l’œuvre originale d'un chanteur marocain, ce qui a créé la polémique.

## Décorations
- Djadir de l'ordre du Mérite national d'Algérie.